# Атанас Коларов
Атанас Стефанов Коларов е български шахматист, международен майстор от 1957 г. Завършва ВМЕИ в София и по професия е програмист.
Израства в Русе, където прави първите си стъпки в шахмата. През 1948 г., още на 14-годишна възраст заема 4-то място в полуфиналите на републиканското първенство.
Най-доброто му класиране на първенството по шахмат на България по шахмат е през 1964 г., когато има равен брой точки с Никола Пъдевски, но губи мача за титлата (1,5:2,5). Още 4 пъти е вицешампион на страната през 1955, 1957, 1958 и 1970 г. Участва на шест шахматни олимпиади, където изиграва 59 партии (22 победи, 27 равенства и 10 загуби). Част е от отбора за олимпиадата в Лугано през 1968 г., където българските шахматисти печелят бронзовите медали.
През 1970 г. прекратява състезателната си кариера.

## Участия на шахматни олимпиади
| Година | Организатор | Отбор    | Класиране (отборно) | Дъска         |
| 1956   | Москва      | България | 6                   | Трета         |
| 1960   | Лайпциг     | България | 10                  | Четвърта      |
| 1962   | Варна       | България | 6                   | Четвърта      |
| 1966   | Хавана      | България | 7                   | Първа резерва |
| 1968   | Лугано      | България | 3                   | Четвърта      |
| 1970   | Зиген       | България | 7                   | Втора резерва |

## Участия на европейски първенства
| Година | Организатор | Отбор    | Класиране (отборно) | Дъска |
| 1970   | Капфенберг  | България | 6                   | Шеста |

## Участия на световни студентски първенства
| Година | Организатор   | Отбор    | Класиране (отборно) | Дъска         |
| 1954   | Осло          | България | 3                   | Първа резерва |
| 1955   | Лион          | България | 4                   | Първа резерва |
| 1956   | Упсала        | България | 4                   | Втора         |
| 1957   | Рейкявик      | България | 2                   | Първа         |
| 1958   | Златни пясъци | България | 2                   | Втора         |
| 1960   | Ленинград     | България | 5                   | Първа         |